# Koselāv
Koselāv är en ort i Indien.   Den ligger i distriktet Pāli och delstaten Rajasthan, i den nordvästra delen av landet, 500 km sydväst om huvudstaden New Delhi. Koselāv ligger 245 meter över havet och antalet invånare är 7 227.
Terrängen runt Koselāv är platt. Runt Koselāv är det ganska tätbefolkat, med 172 invånare per kvadratkilometer. Närmaste större samhälle är Takhatgarh, 13,4 km väster om Koselāv. Trakten runt Koselāv består till största delen av jordbruksmark.